# صموئيل أثرتون
صموئيل أثرتون هو سياسي أمريكي، ولد في 26 يناير 1815 في Stoughton, Massachusetts ‏ في الولايات المتحدة، وتوفي في 1895. نشط حزبياً في الحزب الجمهوري. وقد انتخب عضو مجلس نواب ماساتشوستس ‏.